# Callithea markii
Callithea markii är en fjärilsart som beskrevs av William Chapman Hewitson 1857. Callithea markii ingår i släktet Callithea och familjen praktfjärilar. Inga underarter finns listade i Catalogue of Life.